# Барсов, Александр Дмитриевич
Алекса́ндр Дми́триевич Ба́рсов (1769, Ярославль, Московская губерния — около 1797) — магистр философии и свободных наук, педагог и переводчик учебников математики.
Родился в Ярославле, из посадских людей. Приходился племянником профессору Антону Алексеевичу Барсову.
Учился сначала в Московском коммерческом училище, а потом в Московском университете, от которого в 1790 году он получил степень бакалавра; впоследствии стал магистром.
Ему принадлежат следующие переводы, по большей части с немецкого языка:
- «Геометрия для детей от 8 до 12 лет, Якоби» (М., 1790).
- «Представление всеобщей истории А. Шлёцера» (2 издания: М., 1791. и СПб., 1809).
- «Арифметика Ф. Вейдлера, пер. с лат. Д. Аничкова, исправленное и дополненное Барсовым» (2 издания: М., 1787 и 1795).
- «Школа деревенской архитектуры, Ф. Коантеро» (М., 1794).
- «Новая алгебра, содержащая не только простую аналитику, но также дифференциальное, интегральное и вариационное исчисления» (М., 1798).
- «Новейшая арифметика, Н. Шмита» (М. 1797).
- Перевод из энциклопедии о коммерции (без года); перевод сделан вместе с другими лицами.